# Eastern Europe Cup w biegach narciarskich 2022/2023
Eastern Europe Cup w biegach narciarskich 2022/2023 to kolejna edycja tego cyklu zawodów. Rywalizacja rozpoczęła się 13 listopada 2022 r. w kazachskim Szczuczyńsku, a zakończyła 28 marca 2023 r. również w tym samym ośrodku narciarskim.
Obrońcami tytułów byli reprezentanci Rosji: wśród kobiet Jekatierina Smirnowa, natomiast wśród mężczyzn Ilja Poroszkin.
Tegorocznymi zdobywcami pucharu zostali reprezentanci Kazachstanu: wśród kobiet Ksienija Szałygina, natomiast wśród mężczyzn Dienis Wołotka.

## Kalendarz i wyniki

### Kobiety
| Lp  | Data              | Miejscowość           | Dystans                            | 1. miejsce                                         | 2. miejsce                                | 3. miejsce                                        |
| --- | ----------------- | --------------------- | ---------------------------------- | -------------------------------------------------- | ----------------------------------------- | ------------------------------------------------- |
| 1.  | 13 listopada 2022 | Szczuczyńsk           | Sprint s. klasycznym (1,2 km)      | Anna Mielnik                                       | Darja Riażko                              | Ajsza Rakiszewa                                   |
| 2.  | 14 listopada 2022 | Szczuczyńsk           | 10 km s. klasycznym                | Ksienija Szałygina                                 | Anna Mielnik                              | Darja Riażko                                      |
| 3.  | 15 listopada 2022 | Szczuczyńsk           | 15 km s. dowolnym                  | Ksienija Szałygina                                 | Nadieżda Stiepaszkina                     | Ajsza Rakiszewa                                   |
| 4.  | 21 grudnia 2022   | Ałmaty Soldier Hollow | Sprint s. dowolnym (1,1 km)        | Nadieżda Stiepaszkina                              | Ksienija Szałygina                        | Ajsza Rakiszewa                                   |
| 5.  | 22 grudnia 2022   | Ałmaty Soldier Hollow | 10 km s. dowolnym                  | Ksienija Szałygina                                 | Nadieżda Stiepaszkina                     | Laura Kinybajewa                                  |
| 6.  | 25 grudnia 2022   | Ałmaty Soldier Hollow | 20 km s. klasycznym (start masowy) | Ksienija Szałygina                                 | Ajsza Rakiszewa                           | Kamiła Machmutowa                                 |
| 7.  | 21 marca 2023     | Szczuczyńsk           | Sprint drużynowy s. klasycznym     | Kazachstan 3 Jelizawieta Tołmaczowa · Darja Riażko | Kazachstan 4 Tamara Ebel · Walentina Ebel | Kazachstan 1 Anna Mielnik · Nadieżda Stiepaszkina |
| 8.  | 22 marca 2023     | Szczuczyńsk           | 15 km (bieg łączony)               | Ksienija Szałygina                                 | Nadieżda Stiepaszkina                     | Ajsza Rakiszewa                                   |
| 9.  | 24 marca 2023     | Szczuczyńsk           | Sprint s. dowolnym (1,4 km)        | Darja Riażko                                       | Ksienija Szałygina                        | Nadieżda Stiepaszkina                             |
| 10. | 25 marca 2023     | Szczuczyńsk           | 10 km s. klasycznym                | Ksienija Szałygina                                 | Darja Riażko                              | Ajsza Rakiszewa                                   |
| 11. | 28 marca 2023     | Szczuczyńsk           | 30 km s. dowolnym (start masowy)   | Natalja Makerowa                                   | Nadieżda Stiepaszkina                     | Laura Kinybajewa                                  |

### Mężczyźni
| Lp  | Data              | Miejscowość           | Dystans                            | 1. miejsce                                          | 2. miejsce                                    | 3. miejsce                                |
| --- | ----------------- | --------------------- | ---------------------------------- | --------------------------------------------------- | --------------------------------------------- | ----------------------------------------- |
| 1.  | 13 listopada 2022 | Szczuczyńsk           | Sprint s. klasycznym (1,2 km)      | Konstantin Borcow                                   | Dienis Wołotka                                | Ołżas Klimin                              |
| 2.  | 14 listopada 2022 | Szczuczyńsk           | 10 km s. klasycznym                | Witalij Puchkało                                    | Nail Baszmakow                                | Swiatosław Matasow                        |
| 3.  | 15 listopada 2022 | Szczuczyńsk           | 15 km s. dowolnym                  | Witalij Puchkało                                    | Nail Baszmakow                                | Władisław Kowalow                         |
| 4.  | 21 grudnia 2022   | Ałmaty Soldier Hollow | Sprint s. dowolnym (1,6 km)        | Dienis Wołotka                                      | Konstantin Borcow                             | Władisław Kowalow                         |
| 5.  | 22 grudnia 2022   | Ałmaty Soldier Hollow | 10 km s. dowolnym                  | Nikita Gridin                                       | Władisław Kowalow                             | Jernur Beksułtan                          |
| 6.  | 25 grudnia 2022   | Ałmaty Soldier Hollow | 20 km s. klasycznym (start masowy) | Dienis Wołotka                                      | Konstantin Borcow                             | Władisław Kowalow                         |
| 7.  | 21 marca 2023     | Szczuczyńsk           | Sprint drużynowy s. klasycznym     | Kazachstan 1 Konstantin Borcow · Swiatosław Matasow | Kazachstan 2 Didar Kasenow · Jernar Nursbekow | Kazachstan 3 Fiodor Karpow · Ołżas Klimin |
| 8.  | 22 marca 2023     | Szczuczyńsk           | 20 km (bieg łączony)               | Witalij Puchkało                                    | Władisław Kowalow                             | Fiodor Karpow                             |
| 9.  | 24 marca 2023     | Szczuczyńsk           | Sprint s. dowolnym (1,4 km)        | Dienis Wołotka                                      | Konstantin Borcow                             | Swiatosław Matasow                        |
| 10. | 25 marca 2023     | Szczuczyńsk           | 10 km s. klasycznym                | Konstantin Borcow                                   | Dienis Wołotka                                | Witalij Puchkało                          |
| 11. | 28 marca 2023     | Szczuczyńsk           | 50 km s. dowolnym (start masowy)   | Witalij Puchkało                                    | Fiodor Karpow                                 | Nail Baszmakow                            |

## Klasyfikacje
| Lp. | Zawodniczka           | Punkty |
| --- | --------------------- | ------ |
| 1.  | Ksienija Szałygina    | 800    |
| 2.  | Nadieżda Stiepaszkina | 680    |
| 3.  | Ajsza Rakiszewa       | 462    |
| 4.  | Anna Mielnik          | 377    |
| 5.  | Darja Riażko          | 370    |
| 6.  | Walentina Ebel        | 342    |
| 7.  | Kamiła Machmutowa     | 339    |
| 8.  | Tamara Ebel           | 293    |
| 9.  | Laura Kinybajewa      | 266    |
| 10. | Wiktorija Kolesnikowa | 232    |

| Lp. | Zawodnik           | Punkty |
| --- | ------------------ | ------ |
| 1.  | Dienis Wołotka     | 627    |
| 2.  | Konstantin Borcow  | 572    |
| 3.  | Witalij Puchkało   | 482    |
| 3.  | Władisław Kowalow  | 482    |
| 5.  | Fiodor Karpow      | 391    |
| 6.  | Nail Baszmakow     | 357    |
| 7.  | Ałmas Karimow      | 279    |
| 8.  | Swiatosław Matasow | 232    |
| 9.  | Nikita Gridin      | 230    |
| 10. | Iwan Ljuft         | 224    |